# 晩媚と影〜紅きロマンス〜
『晩媚と影 ～紅きロマンス～』（ばんびとかげ あかきロマンス、原題：媚者无疆、英題：Bloody Romance）は、2018年の中国のテレビドラマ。

## 概要
五代十国時代を舞台に、生活苦から親に売られ刺客集団に拾われた少女・晩媚と、彼女の護衛《影》に選ばれた青年・長安の運命を描く。

## 配信および放送
| 配信サイト・放送局 | 所在地                                                                                            | 初回          |
| ------------------ | ------------------------------------------------------------------------------------------------- | ------------- |
| 优酷视频           | 中国大陸                                                                                          | 2018年7月24日 |
| dimsum             | マレーシア                                                                                        | 2018年8月16日 |
| RED by HBO         | シンガポール · マレーシア · フィリピン · インドネシア · ミャンマー · ベトナム · カンボジア · タイ | 2019年3月11日 |
| VIDFISH            | シンガポール マレーシア フィリピン インドネシア                                                   | 2019年3月18日 |
| 衛星劇場           | 日本                                                                                              | 2019年5月8日  |
| BS12               | 日本                                                                                              | 2020年3月10日 |

## 登場人物

### 主な人物
| 役名   | 演                            | 紹介 | 声       |
| 晩媚   | 李一桐 (リー・イートン)       | 姽嫿城の刺客 18歳。前名・蘇七雪。父に騙されて米二袋と引き換えに売られるが、売られた先の妓楼が流光に襲撃され、彼女の導きで姽嫿城に入る。強靭な精神で奼蘿や嗣源から課される試練を耐え抜き、刺客として位を上げていく。共に過ごすうちに長安と心を通わせ、愛し合うようになる。 | 李一桐   |
| 長安   | 屈楚蕭 (チュー・チューシアオ) | 晩媚の《影》 元は江南の刀鍛冶・謝家の厩番で、奼蘿が謝家を襲撃した際にからくも生き残った。敵討ちのため姽嫿城へ入り、城に暮らす女性刺客に護衛として付き従う《影》となる。晩媚の前に仕えていた主が死亡し、次にやってくる刺客候補に《影》として選ばれなければ、不出来な《影》として殺されることになっていた。                                                                     | 屈楚蕭   |
| 李嗣源 | 汪鐸 (ワン・ドゥオ)           | 姽嫿城の主人、寧王 かつての城主の息子として姽嫿城内に暮らす、盲目の貴公子。城内では『若様(公子)』と呼ばれ一定の敬意を払われており、城外では慎重でつかみどころのない王族として通っている。過酷な幼少期を過ごし、目的のためには手段を選ばない人間に育った。あまり城内の統治に関わらないが、本来は城内の人間の処分を決める最高権力を持っており、奼蘿も表立っては彼に逆らえない。 | 陳張太康 |

### 姽嫿城
則天武后が創った女性刺客集団、また彼女らが暮らす山城。様々な事情で行き場をなくした女性たちが、生きる場を求めてたどり着く。城の掟は厳しく、任務はおおむね過酷なもので、失敗すると残酷な方法で殺される。城に入るとすぐに、護衛兼使用人の男性《影》を一人選ぶ。刺客と《影》の恋愛は厳禁とされている。
任務の成果に応じて地殺→天殺→絶殺の順に位が上がり、絶殺になると城主に挑戦することを許される。刺客は紅魔傘という特殊な傘を持ち、これに襲撃対象の血を吸わせて赤い蓮の絵を浮かばせることで、任務の成功回数を示す。上位の刺客ほど赤い傘を持つことになる。
| 役     | 演                        | 紹介 | 声       |
| 奼蘿   | 徐潔児 (ジル・シュー)     | 姽嫿城城主 城内の人間に恐れられる苛烈な性格。一度抱いた恨みは決して忘れず、城主となってからは自分と刑風を苦しめた者へ徹底的に復讐をした。刑風を愛し、彼のほかに誰にも心を許していない。 | 張馨予   |
| 刑風   | 李子峰 (リー・ズーフォン) | 刑堂堂主、奼蘿の《影》 城内の人間を罰する刑堂の長。奼蘿を深く愛し、一途に彼女に尽くす。                                                                                                 | 胡晨雨   |
| 流光   | 郭雪芙 (パフ・クオ)       | 絶殺 任務として妓楼に赴いた際に七雪を助け、彼女が城に入るきっかけを作った人物。奼蘿に目をかけられている。                                                                               | 徐音妙甜 |
| 初十一 | 彭琦                      | 流光の《影》。長安を敵視する。 | 余昌宇   |
| 月影   | 馬歌                      | 絶殺 嗣源に仕え、彼に想いを寄せている。彼の命で度々晩媚の手助けをするが、本心は複雑である様子を見せる。                                                                                 | 劉蕊     |
| 晩香   | 卓煜茜                    | 晩媚と同時期に城に入った刺客。晩媚をライバル視する。 | 劉薇薇   |
| 二月   | 孟蔚                      | 晩香の《影》だったが、晩香が天殺となったあとに晚媚の《影》となった。奼蘿に晩媚の動きを密告する。                                                                                        |          |
| 奼嫵   | 柴鴎                      | 天殺 香を使う術に長けていたが、鼻を傷め嗅覚を失った。 | 谷放冰   |
| 奼如   | 魏璐                      | 絶殺 かつて藍禾を追い落とし3か月の間城主の座にあったが、奼蘿の恨みを買っており、現在は彼女に監禁されている。                                                                            | 張昱     |

### その他
| 役     | 演     | 紹介 | 声     |
| 藍禾   | 王楽楽 | 嗣源の母。かつての城主。 | 谷放冰 |
| 阮娘   | 李羿瑄 | 晩媚が任務のため潜入した妓楼の女将。実は長安が育った謝家の娘の謝瑩で、彼と面識がある。長安に関するある秘密を知っており、彼女の登場が晩媚と長安の運命を大きく動かすことになる。 | 王艶潔 |
| 李存勗 | 蘇小玎 | 晋王 嗣源を『兄上』と呼ぶが、彼とは常に腹の探り合いをしており警戒を怠らない。後に後梁を倒して皇帝に即位し、唐(後唐)を立てる。                                                  |        |

## サウンドトラック
| #  | タイトル                   | 作詞 | 作曲        | 歌     |
| -- | -------------------------- | ---- | ----------- | ------ |
| 1. | 「一生等你」(オープニング) | 陳曦 | 董冬冬 陳曦 | 袁婭維 |
| 2. | 「失寵」(エンディング)     | 陳曦 | 董冬冬      | 李一桐 |
| 3. | 「一」(挿入歌)             | 陳曦 | 董冬冬      | 曹格   |
| 4. | 「独歩」(挿入歌)           | 陳曦 | 董冬冬      | 崔子格 |